# Aglutinina
Las aglutininas son globulinas de tipo gamma (gammaglobulinas) con un peso molecular de 340kDa, producidas por las mismas células que generan los anticuerpos frente a antígeno extraños. 
La mayor parte de las aglutininas son moléculas de inmunoglobulina de tipo IgM e IgG. Cuando el aglutinógeno de tipo A no está presente en los hematíes de un individuo, se generan aglutininas anti-A en el plasma. De igual modo, cuando el aglutinógeno de tipo B no está presente en los hematíes, se generan unos anticuerpos conocidos como aglutininas anti-B en el plasma.
Los grupos sanguíneos comparten estas aglutininas en su superficie. El grupo sanguíneo O, que no tiene aglutinógenos, posee aglutininas anti-A y anti-B. El grupo sanguíneo A posee aglutininas anti-B y el grupo sanguíneo B posee aglutininas anti-A.